# توماس ريد (سياسي كندي)
توماس ريد (بالإنجليزية: Thomas Reid)‏ هو سياسي كندي، ولد في 18 أبريل 1886 في المملكة المتحدة، وتوفي في 12 أكتوبر 1968. حزبياً، نشط في الحزب الليبرالي الكندي. وقد انتخب عضو مجلس الشيوخ الكندي وانتخب عضو مجلس العموم الكندي.